# Tuvana Türkay
Tuvana Türkay (Scutari, 3 ottobre 1990) è un'attrice turca.

## Biografia
Nata a Istanbul, è sorella minore dell'attrice e modella Katre Türkay. Studia radio, televisione e cinema presso l'Università di Beykent.
Compie il suo debutto da attrice nel 2009 vestendo i panni di Kevok nella serie Ayrılık. Più tardi fa parte di Nakş-ı Dil Sultan, dove interpreta Naksh-i-Dil Haseki, consorte del sultano ottomano Abdül Hamid I e Valide Sultan del sultano Mahmud II.
Dopo essere apparsa in Yer Gök Aşk, in onda sul canale Fox dal 2010 al 2012, compie il suo esordio cinematografico nel 2013 con il film Eksik Sayfalar di Ozan Çobanoğlu. Nel 2014 è invece impegnata nella serie Kara Para Aşk, con protagonisti Engin Akyürek e Tuba Büyüküstün.

## Filmografia

### Cinema
- Eksik Sayfalar, regia di Ozan Çobanoğlu (2013)
- En Güzeli, regia di Mustafa Uğur Yağcıoğlu (2015)
- Güvercin Uçuverdi, regia di Selami Genli e Onur Kocal (2015)
- Bizans Oyunları, regia di Gani Müjde (2015)
- Somuncu Baba Aşkın Sırrı, regia di Kürşat Kızbaz (2016)
- Sen Sağ Ben Selamet, regia di Ersoy Güler (2016)
- Olanlar Oldu, regia di Hakan Algül (2017)
- Bir Nefes Yeter, regia di Yasemin Türkmenli (2017)

### Televisione
- Ayrılık – serie TV (2009)
- Nakş-ı Dil Sultan – serie TV (2010)
- Yer Gök Aşk – serie TV (2010-2012)
- Kara Para Aşk – serie TV (2014)
- Oyunbozan – serie TV (2016)
- Deli Gönül – serie TV (2017)
- Kızlarım İçin – serie TV (2017-2018)
- Forbidden Fruit (Yasak Elma) – serie TV, (2019–2020)